# Ion Minulescu
Ion Minulescu (Bucarest, 6 gennaio 1881 – Bucarest, 11 aprile 1944) è stato uno scrittore, poeta e drammaturgo rumeno.

## Biografia

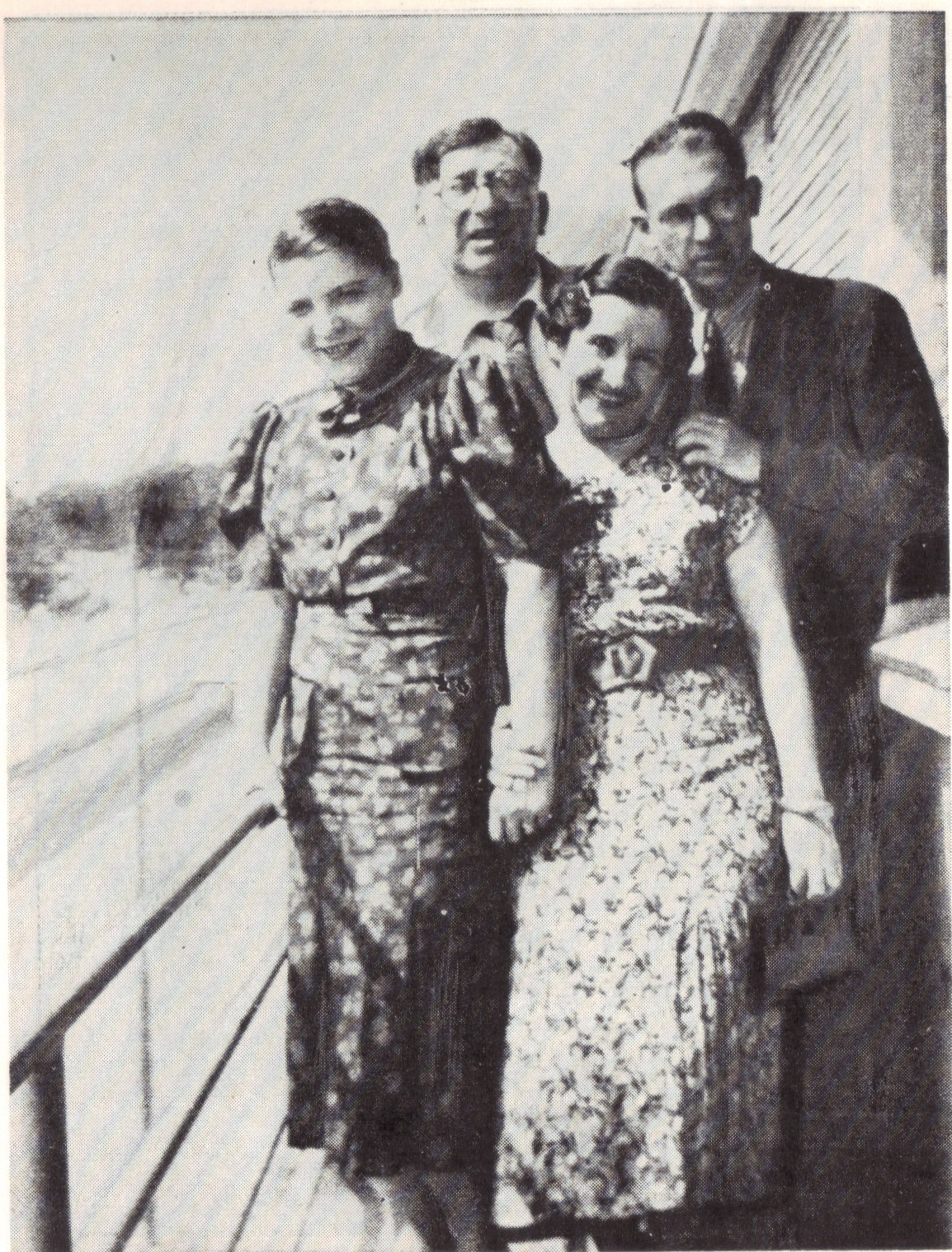
Ion Minulescu e il critico letterario Octav Şuluţiu con le loro mogli a Predeal, 1940.

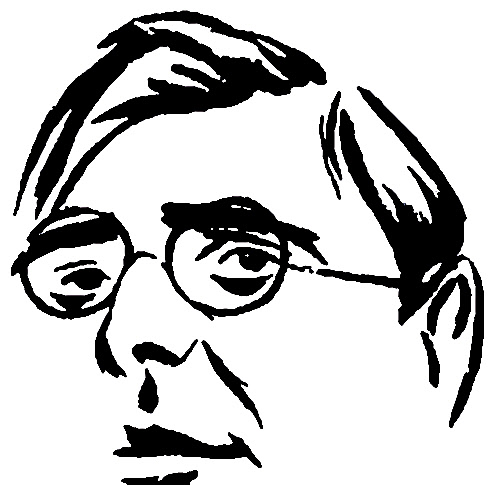
Ritratto di Ion Minulescu, eseguito dal pittore Ștefan Dimitrescu

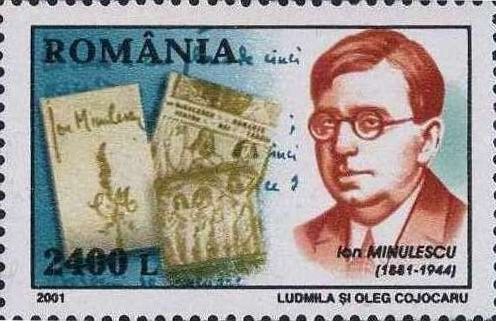
Francobollo romeno del 2001 dedicato a Ion Minulescu

Ion Minulescu nacque a Bucarest il 6 gennaio 1881.
Frequentò a Pitești le scuole primarie e a Bucarest le scuole secondarie e pubblicò le sue prime opere sulla rivista Foaia pentru toţi (Foglio per tutti), nel 1898.
Dopo il diploma di scuola superiore, Minulescu si trasferì a Parigi per studiare legge, dove partecipò alla vita culturale andando ai concerti, ai teatri, alle più importanti conferenze, visitando le grandi gallerie d'arte e mostre, avvicinandosi alla letteratura simbolista francese, con le letture di Charles Baudelaire, Lautréamont, Paul Verlaine e Arthur Rimbaud.
Nel 1914 si sposò con la poetessa Claudia Millan, autrice di Garofani rossi (Garoafe rosii, 1914), Canti per l'uccello azzurro (Cântări pentru pasărea albastră, 1923), Tutto (Întregire, 1936), con la quale ebbe una figlia dedita alle belle arti.
Minulescu diventò direttore della sezione arte del Ministero per i Beni e le Attività Culturali, carica che terrà fino al 1940.
Fu uno scrittore di drammi, di romanzi come Rosso, giallo, azzurro (Roşu, galben şi albastru, 1924), raccolte di novelle fantastiche quali La casa dai vetri arancione (Casa cu geamuri portocalii, 1908) e Da leggersi di notte (Cetiţi-le noaptea, 1930), contraddistinte dalla ricercatezza, però soprattutto con la poesia riuscì ad esprimere pienamente la sua personalità, continuando a sviluppare la maestrìa linguistica e l'estetismo simbolista del linguista, drammaturgo, scrittore di fantascienza, caposcuola del modernismo romeno Alexandru Macedonski (1854-1920).
Minulescu, nelle poesie, si caratterizzò per la fantasia, per l'enfaticità, per l'espressività, per la plasticità, per l'umorismo, per lo stile elevato, per le innovazioni metriche: Romanze per più tardi (Romanţe pentru mai târziu, 1908), Chiacchierando con me stesso (De vorbă cu mine însumi, 1913), Strofe per tutti quanti (Strofe pentru toatălumea, 1930), Non sono quel che sembro (Nu sunt ce par a fi, 1936), furono le sue raccolte principali
Ion Minulescu morì a Bucarest l'11 aprile 1944.

## Opere

### Prosa
- La casa dai vetri arancione (Casa cu geamuri portocalii, 1908);
- Maschere di bronzo e lampade di porcellana (Măști de bronz și lampioane de porțelan, 1920);
- Lulu Popescu (1920);
- Gli orsi se ne vanno (Pleacă berzele, 1920);
- Rosso, giallo, azzurro (Roşu, galben şi albastru, 1924);
- La manipolazione sentimentale (Manechinul sentimental, 1926);
- Barbiere di re Mida (Bărbierul regelui Midas, 1929);
- Da leggersi di notte (Cetiţi-le noaptea, 1930);
- Cavalieri della notte (Cetițile noaptea, 1933).

### Poesie
- Romanze per più tardi (Romanţe pentru mai târziu, 1908);
- Chiacchierando con me stesso (De vorbă cu mine însumi, 1913);
- Strofe per tutti quanti (Strofe pentru toatălumea, 1930);
- Non sono quel che sembro (Nu sunt ce par a fi, 1936);
- Opere (Versuri, 1939).